# Storia delle Svalbard
La storia delle Svalbard l'arcipelago polare delle Isole Svalbard fu il primo ad essere scoperto da Willem Barentsz nel 1596, anche se probabilmente i primi a giungervi furono i Pomory o i Norici.
La pesca delle balene ebbe inizio nell'area nel 1611, dominata da compagnie inglesi e olandesi, anche se altri paesi parteciparono alle battute. All'epoca non vi era ancora alcun accordo internazionale sulla sovranità delle isole. Stazioni baleniere, la cui più grande era posta a Smeerenburg, vennero costruite nel XVII secolo, ma gradualmente tale attività andò cessando. La caccia sino al XIX secolo fu ad ogni modo dominata dai Pomory prima e dai norvegesi poi.
Le prime esplorazioni vennero condotte per ricercare nuove aree di pesca delle balene, ma dal XVIII secolo ebbero luogo anche alcune spedizioni scientifiche. Dapprima generiche, a partire dal XIX secolo si focalizzarono sempre più sull'interno dell'arcipelago. I più importanti esploratori scientifici di quest'epoca furono Baltazar Mathias Keilhau, Adolf Erik Nordenskiöld e Martin Conway. Le operazioni minerarie ebbero inizio nel 1906 con la fondazione di Longyearbyen e dagli anni venti insediamenti minerari permanenti vennero fondati a Barentsburg, Grumant, Pyramiden, Svea e Ny-Ålesund. Il Trattato delle Svalbard che entrò in vigore nel 1925, garantì la sovranità dell'arcipelago alla Norvegia, ma proibì in loco "attività guerresche" stabilendo per tutti i firmatari il libero diritto minerario. Questo eliminò lo status di mare liberum sulle isole, cambiando anche il nome dell'arcipelago da Spitsbergen a Svalbard.
Durante la seconda guerra mondiale, gli insediamenti vennero dapprima evacuati e poi bombardati dalla Kriegsmarine, ma vennero ricostruiti dopo la guerra. Durante la Guerra Fredda aumentarono le tensioni tra la Norvegia e l'Unione Sovietica, in particolare per la costruzione di un aeroporto locale. L'attività di escavazione petrolifera fu limitata e dal 1973 più della metà dell'arcipelago venne tutelata con la costituzione di un parco naturalistico. A partire dagli anni settanta ebbe inizio un processo di "normalizzazione" nella comunità locale. Arktikugol chiuse Grumant nel 1962 e Pyramiden nel 1998, mentre la compagnia di Kings Bay chiuse le miniere a Ny-Ålesund dopo il caso Kings Bay. Negli anni novanta e 2000 vi fu una notevole riduzione della popolazione russa e la creazione di sedi scientifiche a Ny-Ålesund e Longyearbyen. Il turismo è anche incrementato sino a divenire il principale componente dell'economia di Longyearbyen.

## Le Svalbard durante l'Età d'oro delle esplorazioni olandesi

### Prima scoperta verificata di unaterra nullius

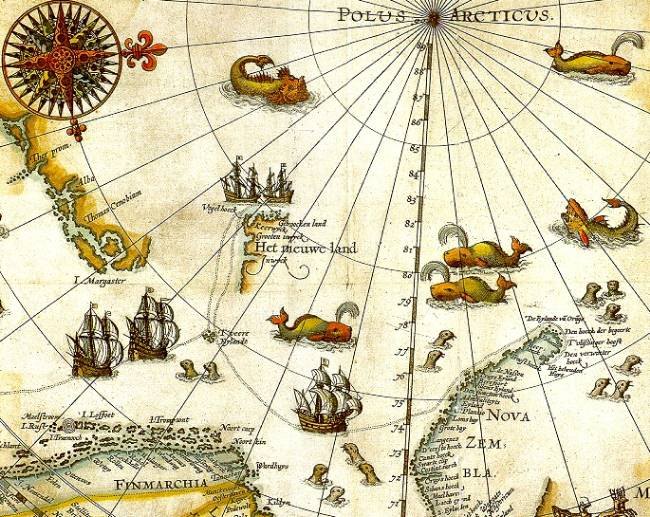
Spitsbergen e Svalbard durante l'Età d'oro delle esplorazioni olandesi (c. 1590–1720). Parte di una mappa delle esplorazioni artiche del 1599 compiute da Willem Barentsz. Spitsbergen, qui è mappato per la prima volta, indicato col termine di "Het Nieuwe Land" ("la Nuova Terra" in olandese), a centro-ovest.

Durante l'Età delle scoperte, gli olandesi furono i primi (non nativi) a esplorare e mappare aree remote del mondo, tra cui l'arcipelago delle Svalbard nell'Oceano Artico.

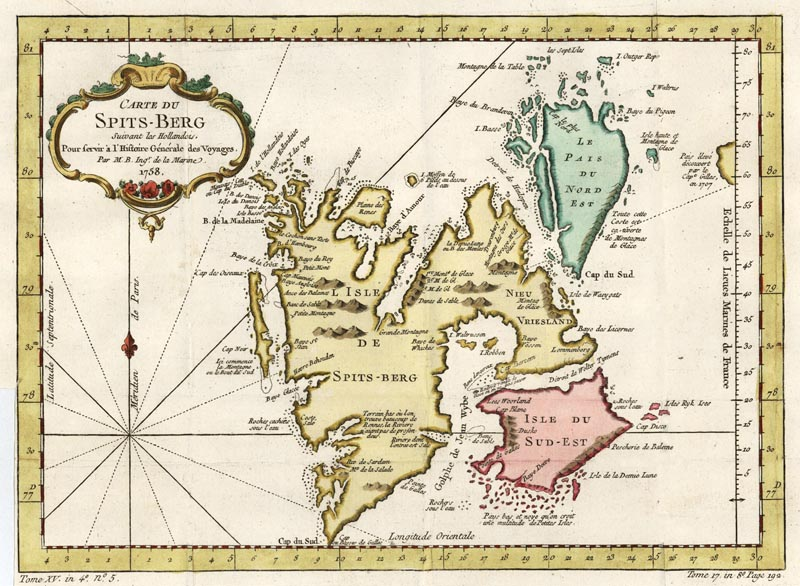
Mappa delle Svalbard del 1758

Non vi è evidenza di grande attività umana antica sulle Svalbard. L'archeologo svedese Hans Christiansson ha trovato alcuni oggetti in loco riferibili all'Età della pietra datati al 3000 a.C., Nel corso del XIX secolo, alcuni storici norvegesi avevano proposto l'idea che alcuni norreni avessero scoperto le Svalbard nel 1194. Questa data era ricavata essenzialmente da una serie di annali dove si citava la terra di Svalbarði a quattro giorni di navigazione dall'Islanda. Anche se tale nome corrisponde a quello attuale dell'arcipelago, non vi sono evidenze scientifiche a supporto di tale ipotesi. Sull'altro fronte, storici sovietici proposero di posticiparne la scoperta al XV secolo quando le isole vennero visitate da Pomory russi. Anche in questo caso ad ogni modo non si sono trovate prove certe a supporto della tesi.
La prima scoperta ufficiale dell'arcipelago, debitamente registrata su documenti autentici, è quella condotta dalla spedizione olandese capeggiata dall'esploratore Willem Barentsz il quale scoprì casualmente l'arcipelago mentre era alla ricerca di un Passaggio a nordest verso la Cina. Egli approdò dapprima a Bjørnøya il 10 giugno 1596 e giunse poi a Spitsbergen il 17 giugno successivo. L'arcipelago venne da allora incluso nelle mappe della spedizione come pure in quelle dei cartografi. Henry Hudson esplorò queste isole nel 1607.

### Base baleniera internazionale

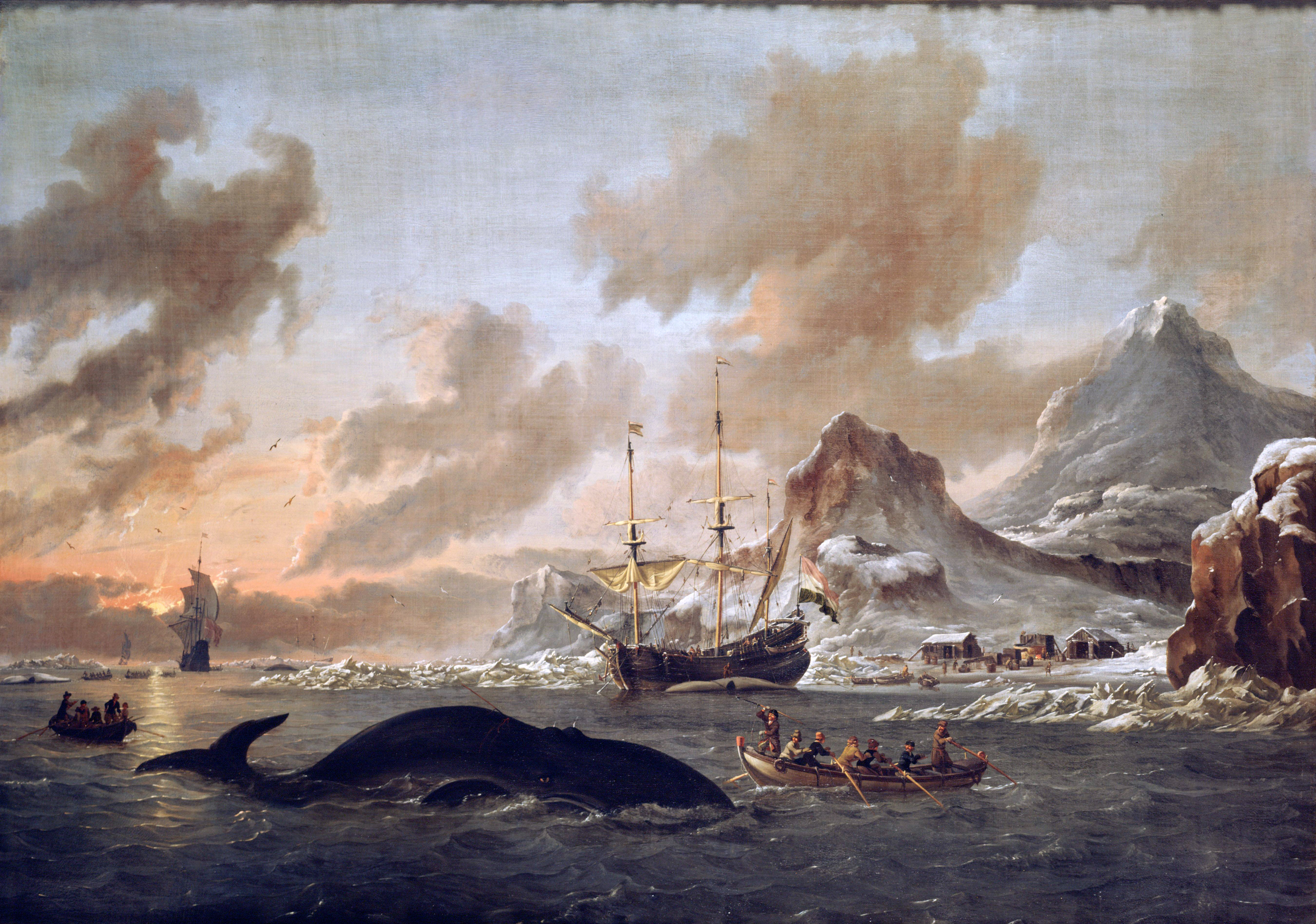
Dipinto di Abraham Storck del 1690 raffigurante dei balenieri olandesi

La prima spedizione di caccia a Bjørnøya, venne organizzata dalla Muscova Company guidata da Steven Bennet nel 1604. Pur avendo trovato centinaia di trichechi, riuscirono ad ucciderne solo alcuni per la loro mancanza di esperienza in questo genere di caccia. La spedizione dell'anno successivo ebbe maggior successo e così per quelle a venire, al punto che si raggiunse l'estinzione locale della specie. Dopo che Jonas Poole riportò la presenza di "un grande gruppo di balene" presso Spitsbergen nel 1610, la Compagnia della Moscova inviò una spedizione baleniera sull'isola al comando di Poole e di Thomas Edge nel 1611. Vennero quindi chiamati degli esperti baschi per cacciare le balene in loco, ma entrambe le navi si incagliarono e l'equipaggio dovette essere salvato da una baleniera inglese. L'anno successivo, la Compagnia della Moscova inviò una nuova spedizione, ma incontrò balenieri olandesi e spagnoli. La compagnia cercò di pretendere il diritto esclusivo di caccia nell'area ed invitò pertanto i concorrenti ad andarsene. Nel 1613, sette navi armate inglesi vennero inviate in una spedizione che riuscì ad espellere diverse dozzine di vascelli olandesi, spagnoli e francesi.
Questi conflitti raggiunsero ben presto un carattere internazionale. Gli olandesi si rifiutavano di riconoscere il diritto esclusivo degli inglesi, pretendendo invece il principio di mare liberum. Cristiano IV di Danimarca pretese per la Danimarca-Norvegia i diritti sul Mare del Nord in quanto parte della Groenlandia che già era terra di tassazione norvegese. Gli inglesi si offrirono di acquistare i diritti della Danimarca-Norvegia nel 1614, ma l'offerta venne rifiutata, atto dopo il quale gli inglesi tornarono a pretendere loro diritti esclusivi. Nel 1615, la Danimarca-Norvegia inviò tre man-o-wars a raccogliere le tasse dovute da balenieri inglesi e olandesi, ma questi si rifiutarono di pagare. La questione si concluse in un nulla di fatto politico, con Danimarca-Norvegia ed Inghilterra entrambe a pretendere la sovranità e la Francia, i Paesi Bassi e la Spagna a reclamare l'area come mare liberum.

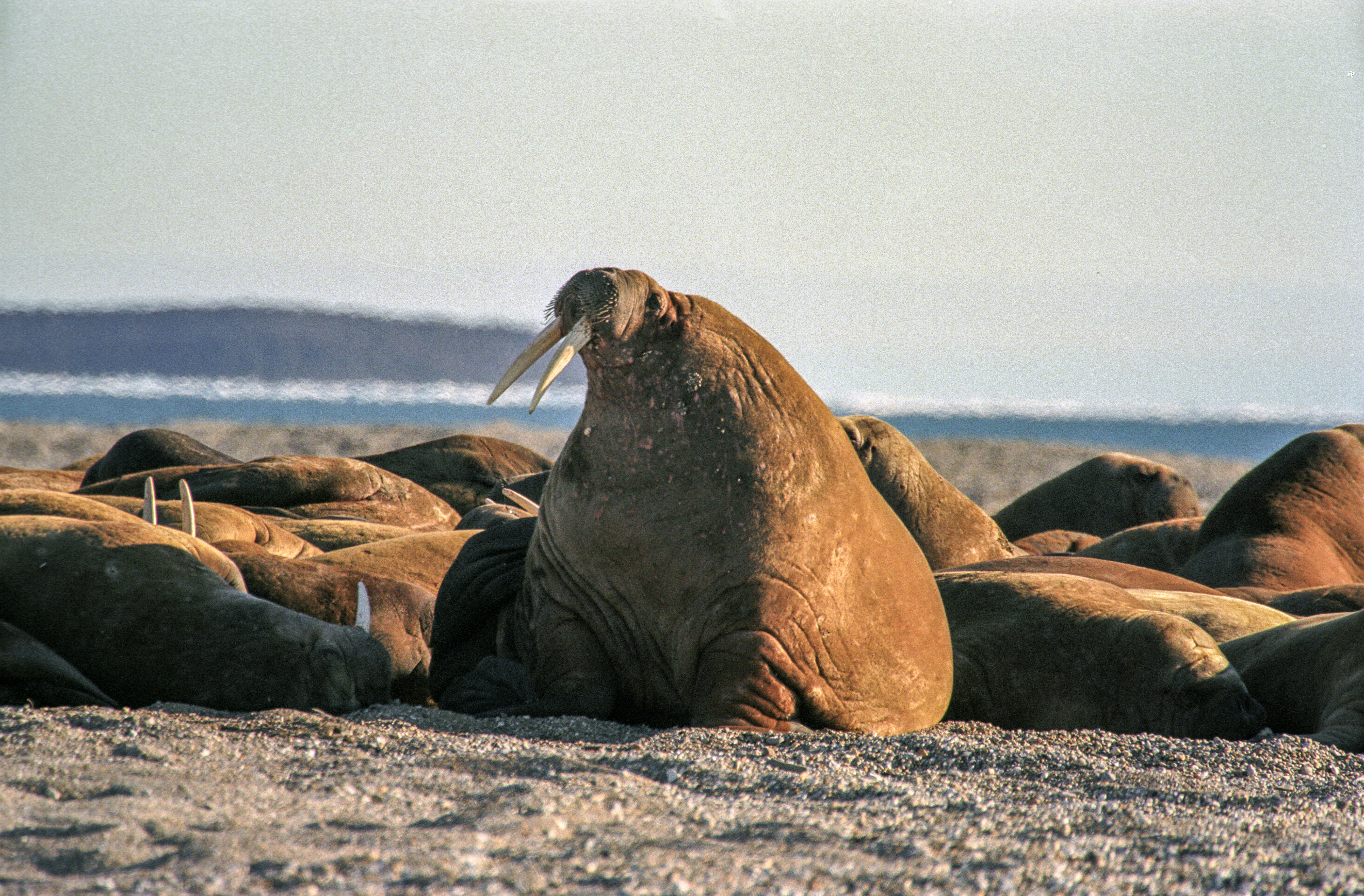
Colonia di trichechi a Nordaustlandet

Nel 1614, inglesi e olandesi si divisero l'isola e le rispettive aree di influenza. In quell'anno, i Paesi Bassi crearono la Noordsche Compagnie composta da balenieri, appositamente per l'area. Dopo che la Compagnia della Moscova dovette chiudere per difficoltà finanziarie, la Noordsche Compagnie riuscì a dominare l'area nella caccia alle balene. La base della compagnia venne posta a nordovest di Spitsbergen (presso la Terra di Alberto I) e permisero solo una limitata presenza danese nell'area. Gli inglesi si posero più a sud, mentre i francesi situarono le loro basi nella costa settentrionale ed in mare aperto. Dagli anni trenta del Seicento, la situazione si stabilizzò con solo pochi incidenti isolati.
Inizialmente, tutte le nazioni si servirono di balenieri baschi, anche se questi gradualmente andarono diminuendo negli ingaggi quando le loro tecniche vennero apprese dagli equipaggi locali. Il metodo principale era quello di spiaggiare una balena dove sarebbe stata poi spartita e il blubber bollito. Con una così grande concentrazione di balene nei pressi della terra ferma, il metodo si dimostrò efficiente dal momento che le compagnie potevano dividere gli equipaggi tra terra e mare e cioè tra le stazioni di terra e quelle di mare. La più importante di queste stazioni era quella olandese a Smeerenburg sull'Amsterdamøya che impiegava 200 persone. Per gli alti costi delle operazioni, solo le compagnie più grandi potevano proseguire nella caccia alle balene. Dalla fine del XVII secolo vi erano nell'area tra le 200 e le 300 navi con circa 10.000 balenieri attorno a Spitsbergen. Il primo stazionamento durante l'inverno venne affrontato dagli inglesi a Bellsund nel 1630–31. La Noordsche Compagnie svernò in loco nel 1633–34.

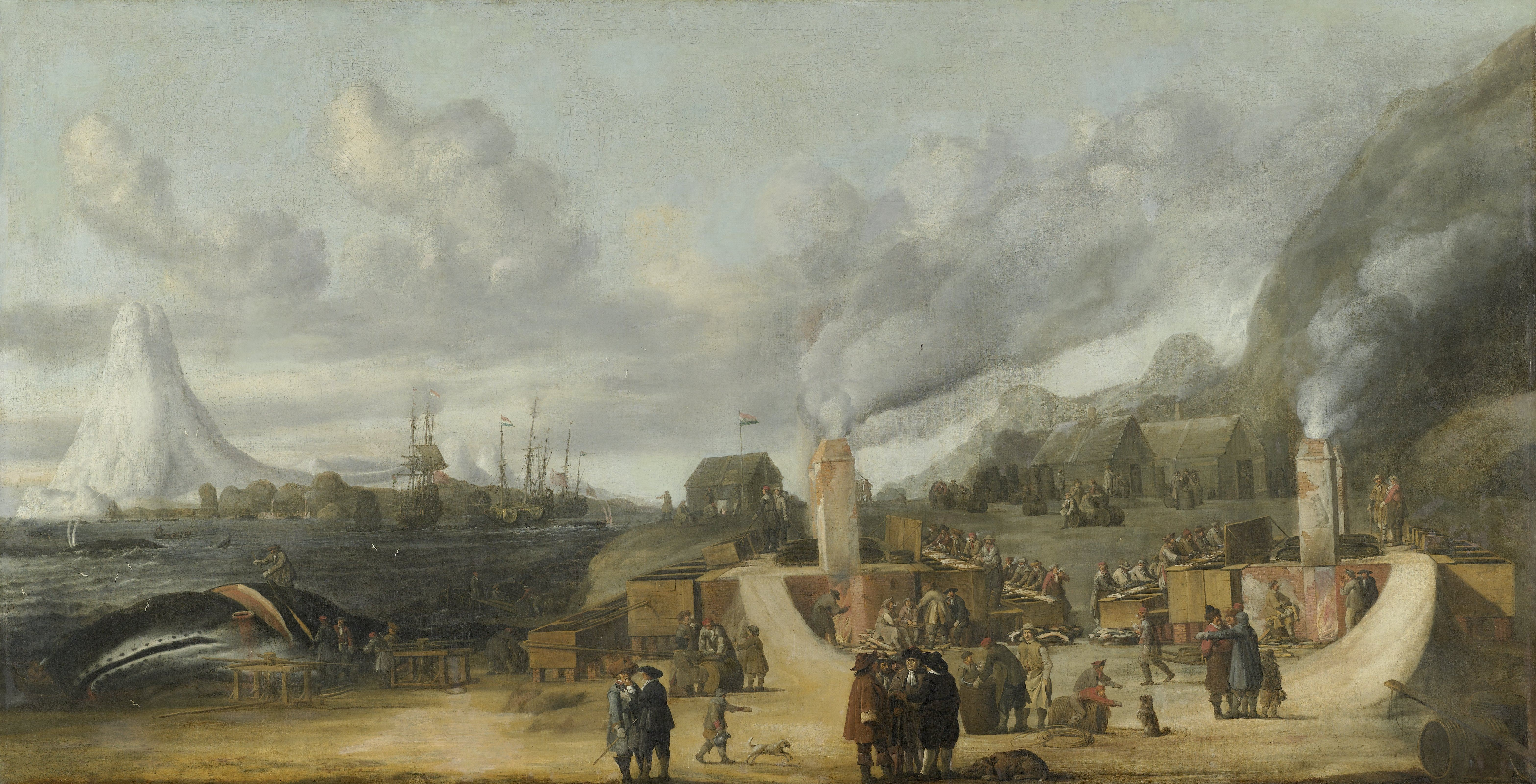
Dipinto del 1639 di Cornelis de Man di una caccia alla balena presso Smeerenburg

Imprenditori indipendenti, seppur limitati, cacciarono balene in mare aperto. La Noordsche Compagnie venne sciolta dal governo olandese nel 1642, ponendo sempre più l'accento sulla caccia lontana dai fiordi e dalle coste. Questo fatto portò gradualmente all'abbandono delle stazioni di terra grazie anche alle innovazioni tecnologiche che consentirono smembramento delle balene direttamente sulle navi. La cottura dell'olio di balena fu l'unico procedimento che per sicurezza continuava ad essere svolto a terra. Durante il XVIII secolo, gli olandesi ridussero drasticamente la caccia alle balene che cessò dopo il 1770. Gli inglesi presero il loro posto nella caccia alle balene dal Settecento sino al XIX secolo quando vennero costretti a spostarsi altrove seguendo i branchi di balene che nel contempo avevano abbandonato quelle coste.

## La caccia
È noto che quando i Pomory giunsero per la prima volta alle Svalbard, lo fecero occasionalmente e che le prime attività permanenti vennero insediate dalla metà del XVI secolo. I cacciatori giungevano infatti qui per conto di mercanti o monasteri (come ad esempio il Monastero di Solovki), e si insediavano in piccole stazioni di caccia lungo la costa. La caccia era diffusa a renne, volpi artiche, foche, trichechi e orsi polari. L'attività rimase in opera sino alla fine del XVIII secolo con 100-150 persone in grado di svernare nell'arcipelago annualmente. A differenza della pesca alle balene, l'attività dei Pomory era sostenibile e poteva essere condotta anche stagionalmente, senza portare all'estinzione delle specie in oggetto.

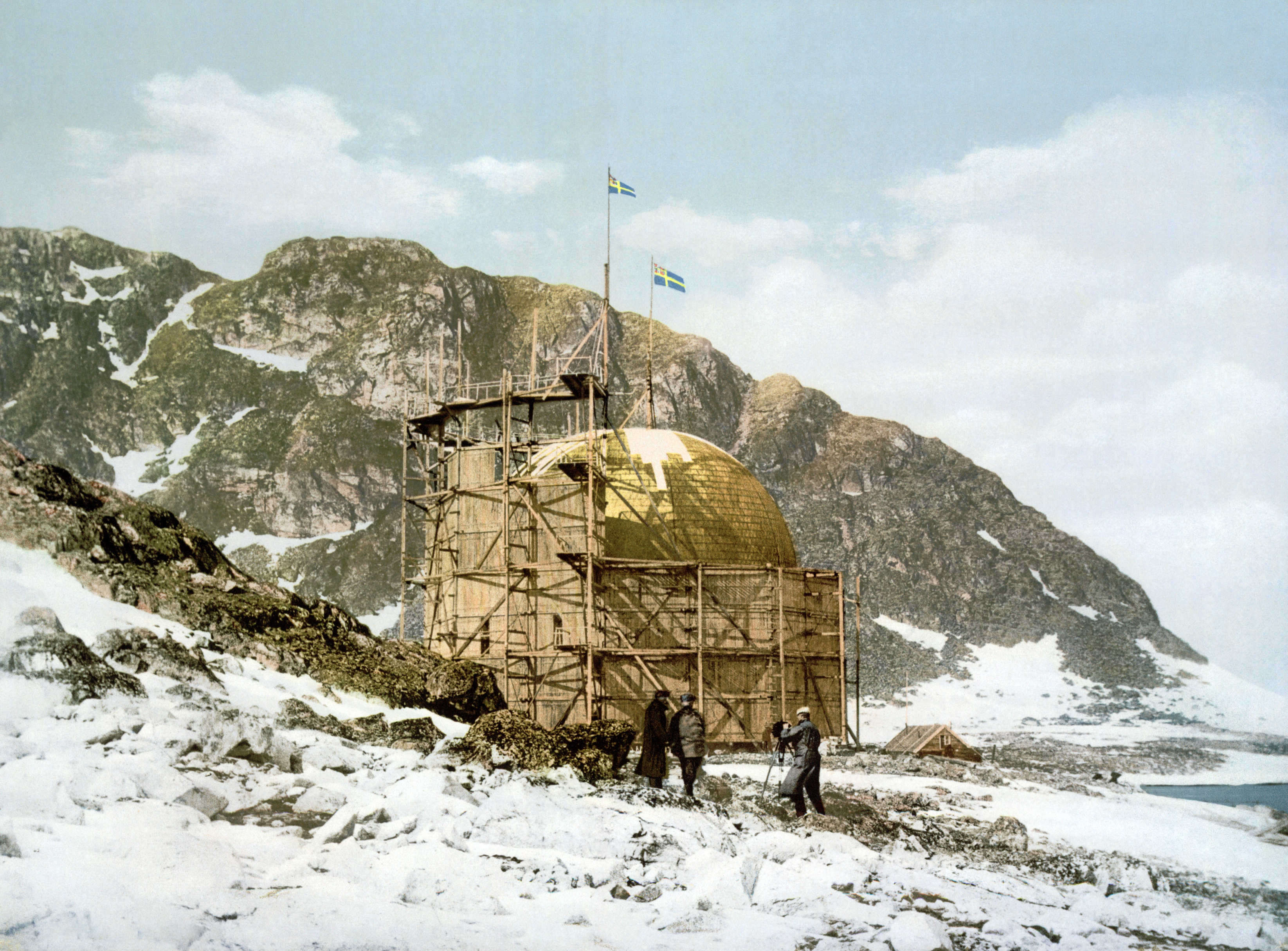
La base di Andrée sull'isola di Danskøya

La caccia alla foca nelle acque tra le Svalbard e la Groenlandia venne iniziata dai tedeschi sul finire del XVII secolo. L'attività venne successivamente continuata da norvegesi e danesi nel corso del XVIII secolo. La caccia alla foca era meno redditizia ma poteva essere condotta con molto meno capitale iniziale. I norvegesi iniziarono a prendere quindi contatti coi Pomory russi. Malgrado i numerosi tentativi, si dovette attendere sino al 1794 perché i norvegesi potessero raggiungere Bjørnøya e poi Spitsbergen. I primi cittadini norvegesi che raggiunsero Spitsbergen erano dei Sámi della regione di Hammerfest, parte di una spedizione russa del 1795. Dagli anni venti dell'Ottocento le spedizioni di caccia norvegesi presero piede e continuarono per tutto il resto del secolo. Tromsø gradualmente rimpiazzò Hammerfest come principale porto base per le operazioni. Nell'ultima parte del secolo, almeno 27 navi norvegesi erano impegnate nelle Svalbard. Nell'inverno del 1872–73, diciassette cacciatori di foche morirono nella Tragedia di Svenskehuset.

## Ulteriori esplorazioni
L'esplorazione dell'arcipelago iniziò nel primo decennio del Seicento quando le compagnie baleniere iniziarono ad inviare piccole navi da pesca nell'area. Dal 1650 Spitsbergen venne definita come isola e quindi non connessa direttamente alla Groenlandia. I balenieri gradualmente accumularono una notevole conoscenza geografica della linea costiera dell'area, ma l'interno ancora non era stato mappato. La prima spedizione scientifica alle Svalbard fu la spedizione russa Čičagov tra il 1764 ed il 1766, che riuscì ad oltrepassare le Svalbard nel tentativo di trovare una vita per il Mare del Nord. Essa condusse tra le altre cose dei rilievi topografici. La seconda spedizione venne organizzata dalla Royal Navy e fu guidata da Constantine Phipps nel 1773. Le sue due navi, la Racehorse e la Carcass si incagliarono nel ghiaccio presso Sjuøyane prima di fare ritorno. Riuscirono a prendere con sé ad ogni modo alcuni campioni zoologici e botanici e misurarono per la prima volta la temperatura dell'acqua.

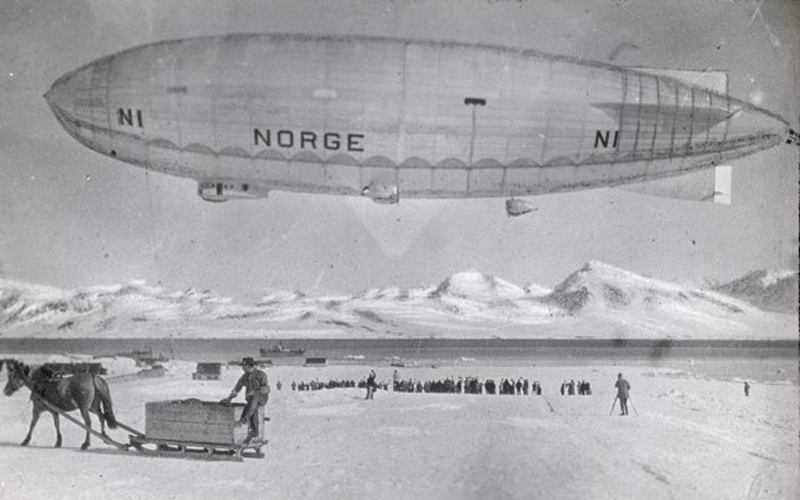
Il Norge a Ny-Ålesund nel 1926

Le esplorazioni scientifiche incrementarono di numero nel XVIII secolo, in particolare all'epoca di William Scoresby, che pubblicò diverse opere sull'Artico, e Baltazar Mathias Keilhau. Quest'ultimo fu il primo tra l'altro a condurre una spedizione nell'entroterra, abbandonando dunque le operazioni su vasta scala condotte in precedenza da inglesi e russi, inaugurando un periodo di esplorazioni ad obbiettivi in particolare alla fine del XIX secolo. Una nota esplorazione fu quella francese della Recherche del 1838–39, che ebbe rilevanza in diverse pubblicazioni in molti campi e nella costruzione di un osservatorio locale. Le esplorazioni svedesi ebbero inizio nel 1837 con Sven Lovén, il quale aprì la strada alla Svezia per dominare le esplorazioni scientifiche nella prima metà del secolo. Otto Torell e Adolf Erik Nordenskiöld nello specifico dedicarono gran parte della loro ricerca all'esplorazione dell'arcipelago. Martin Conway fu il primo a realizzare una mappa dell'interno dello Spitsbergen.
Le Svalbard vennero utilizzate come punto di partenza di diverse spedizioni che raggiunsero il polo nord via aria. La fallita spedizione artica in pallone di Andrée del 1897 fu un esempio di ciò. Ny-Ålesund fu la base di ben quattro tentativi tra il 1925 ed il 1928, tra i quali quello di Roald Amundsen con un idrovolante; Floyd Bennett e Richard E. Byrd tentarono anch'essi l'impresa. L'aeromobile di Amundsen, il Norge fu il primo mezzo a raggiungere il polo. Il dirigibile Italia di Umberto Nobile si schiantò sul Polo nel 1928, portando alla ribalta nuovamente la questione dell'esplorazione polare sulla stampa internazionale, mobilitando i soccorsi del mondo intero.

## L'industrializzazione

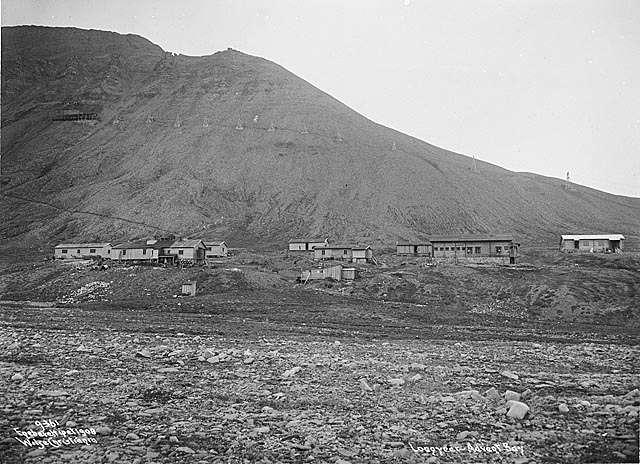
Longyear City (attuale Longyearbyen) nel 1908, due anni dopo la sua fondazione

Il primo tentativo di creare un insediamento permanente sulle Svalbard venne portato avanti dallo svedese Alfred Gabriel Nathorst. Egli fondò Kapp Thordsen su Isfjorden nel 1872, ma tale insediamento aveva più che altro lo scopo di cercare filoni di fosforite e quando questi non furono trovati, l'insediamento venne abbandonato. Il carbone da secoli veniva cavato regolarmente da balenieri e cacciatori, ma le prime miniere di tipo industriale moderno giunsero in loco solo a partire dal 1899. Søren Zachariassen di Tromsø fu il primo a fondare una compagnia mineraria per trovare e scavare minerali alle Svalbard, ma la mancanza di capitale lo bloccò in molte operazioni successive.
Le prime cavature commerciali furono quelle condotte da John Munroe Longyear con la sua Arctic Coal Company, che fondò Longyear City (dal 1925 Longyearbyen). Al 1910, 200 uomini lavoravano per la compagnia. Il villaggio e le miniere vennero acquistate dalla compagnia norvegese Store Norske Spitsbergen Kulkompani nel 1916. Un altro imprenditore nell'area fu Ernest Mansfield con la sua Northern Exploration Company. Egli iniziò a ricavare marmo da Blomstrandhalvøya, ma la sua compagnia non trasse mai grandi vantaggi da questa attività. Dal primo decennio del Novecento, era ormai stato recepito che il carbone doveva essere l'unica attività mineraria bancabile alle Svalbard. Gli svedesi fondarono miniere a Pyramiden ed a Sveagruva, mentre gli investitori olandesi fondarono Barentsburg nel 1920. Durante la prima guerra mondiale, la Norvegia trasse vantaggio da queste operazioni e fondò ulteriori miniere presso Ny-Ålesund nel 1916.

## La giurisdizione
Per quanto la Danimarca-Norvegia non avesse mai rinunciato formalmente ai propri diritti sulle Svalbard, l'arcipelago continuò nei secoli ad essere una terra nullius, una terra senza governo. I lavori per iniziare a dare a questa porzione di terra un'amministrazione regolare ebbero inizio nel 1871 quando si stabilì che solo Russia e Norvegia avrebbero potuto vantare dei diritti sull'annessione delle isole. Fridtjof Nansen si fece promotore in Norvegia di una campagna per l'annessione delle Svalbard che ebbe un notevole seguito di pubblico. La necessità di porre un freno ai continui incidenti diplomatici era necessario tanto alla politica quanto alle attività minerarie dove si incontravano e si scontravano lavoratori di differenti nazionalità.

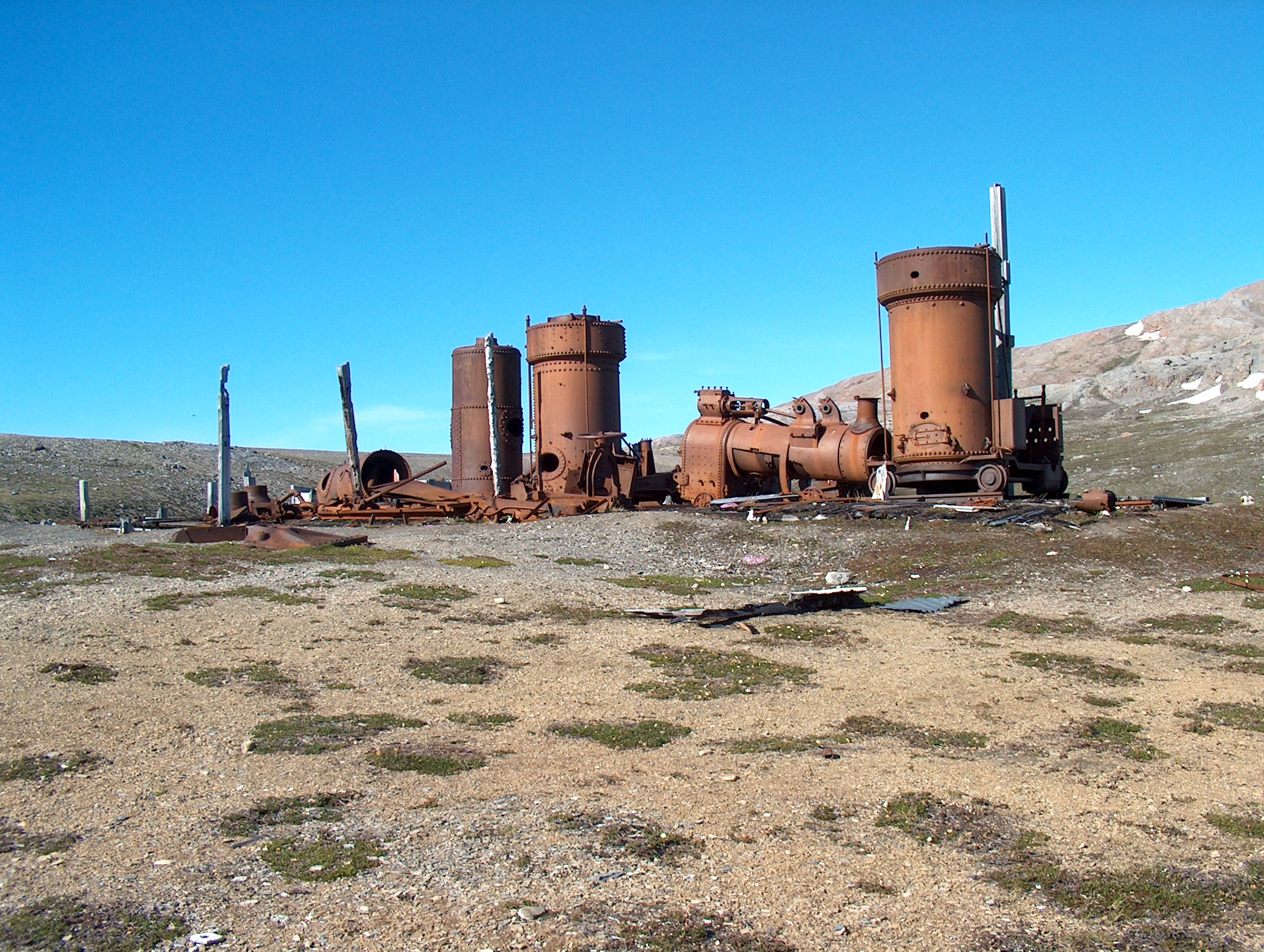
Resti di attività minerarie a Blomstrandhalvøya

Il governo della Norvegia prese l'iniziativa nel 1907 cercando di negoziare con gli altri stati. Conferenze multilaterali si tennero nel 1910, nel 1912 e nel 1914, tutte proponendo governi congiunti. La via d'uscita venne trovata solo con la Conferenza di pace di Parigi del 1919. Germania e Russia vennero entrambe escluse dai negoziati, mentre la Norvegia venne premiata per la sua politica di neutralità nel corso del conflitto. Il Trattato delle Svalbard del 9 febbraio 1920 garantì quindi alla Norvegia la piena sovranità sulle Svalbard con due limitazioni di peso: tutti i firmatari del concordato avrebbero avuto eguali diritti economici nell'area e l'arcipelago non avrebbe potuto essere utilizzato per "propositi bellici".
Dopo un lungo dibattito politico, la proposta di creare alle Svalbard una dipendenza amministrata da Tromsø venne rifiutata. L'Atto delle Svalbard invece specificò che l'isola sarebbe stata amministrata da un governatore ed esse sarebbero state considerate a tutti gli effetti come "parte del regno di Norvegia", per quando non considerate propriamente una contea. Le isole continuarono ad essere note come Arcipelago di Spitsbergen, e vennero rinominate come Svalbard solo successivamente con legge del 14 agosto 1925. Un primo codice minerario venne approvato nel 1925 e dal 1927 tutti i conflitti minerari potevano ormai considerarsi risoli. Tutte le terre non reclamate dell'area vennero quindi egualmente prese dal governo norvegese. Anche se inizialmente l'Unione Sovietica si era dimostrata scettica nei confronti del trattato, lo approvarono come segno di buon auspicio nelle relazioni tra Norvegia ed il regime sovietico.
Durante gli anni venti l'attività mineraria entrò in stallo con la chiusura di diverse miniere e l'abbandono del comunità annesse. Dagli anni trenta solo la Store Norske e la compagnia di stato sovietica "Arktikugol" erano rimaste ad operare in loco. Questo fatto portò sicuramente alla nascita dei primi interessi bilaterali nelle politiche locali, dal momento che sia il governatore che il commissario locale alle miniere avevano poco controllo sulle comunità minerarie sovietiche. La produzione di carbone precedente alla seconda guerra mondiale era di 786.000 tonnellate nel 1936, il 57% delle quali provenivano da miniere norvegesi, con una popolazione residente presso l'arcipelago all'epoca di 1900 individui. Negli anni trenta venne inoltre stilato un primo codice di pesca e venne per la prima volta registrato un seppur tiepido interesse turistico per l'area.

## La Seconda guerra mondiale

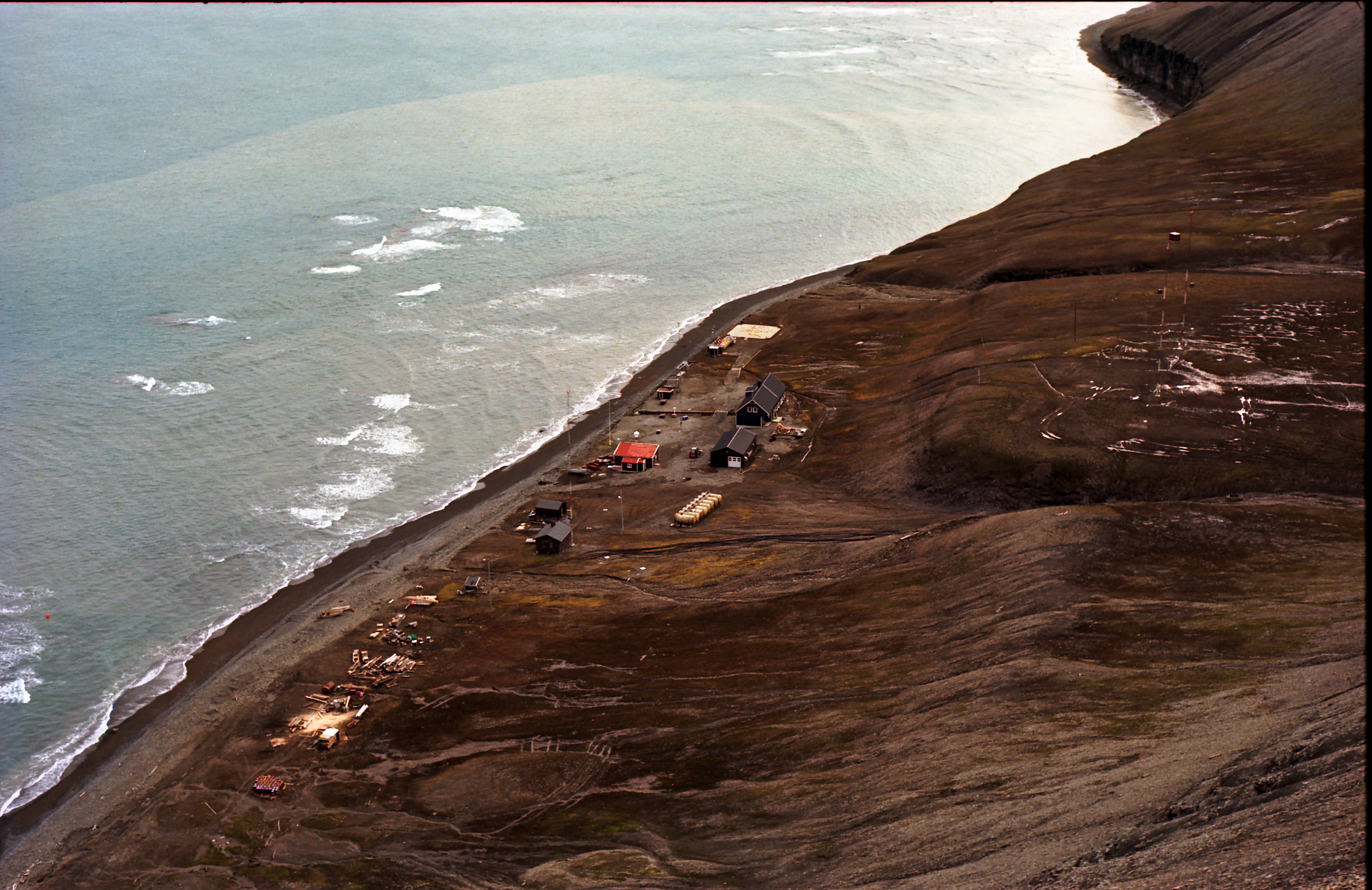
Hopen Radio a Hopen (in una fotografia del 1999) venne fondata dai tedeschi nel corso della Seconda guerra mondiale

Per quanto la Norvegia venne occupata dalle truppe naziste il 9 aprile 1940, le Svalbard rimasero illese da questi attacchi e si dovette attendere sino all'attacco tedesco all'Unione Sovietica perché le isole divenissero un punto di importanza strategica per assicurare i rifornimenti per gli alleati. In un primo momento, l'Unione Sovietica propose un'occupazione russo-inglese dell'arcipelago, ma questa soluzione venne rigettata dal gabinetto norvegese in esilio. Al contrario, con l'Operazione Gauntlet venne preparata l'evacuazione di tutti gli insediamenti norvegesi e sovietici tra l'agosto ed il settembre di quell'anno.
Con l'evacuazione dell'isola, le truppe tedesche occuparono Longyearbyen, dove costruirono una pista di atterraggio per velivoli ed una stazione meteorologica. Nel maggio del 1942, una spedizione norvegese venne inviata a liberare l'isola; i soldati vennero attaccati da un aereo tedesco, ma furono in grado di ottenere la resa della guarnigione d'istanza a Barentsburg. L'avamposto tedesco venne successivamente abbandonato. I tedeschi, probabilmente sottostimando le forze alleate, iniziarono l'Operazione Zitronella. Con nove distruttori, le navi da battaglia Tirpitz e Scharnhorst vennero inviate a Isfjorden dove rasero al suolo Barentsburg, Grumant e Longyearbyen. Sveagruva venne bombardata con un raid aereo nel 1944. I tedeschi istituirono una stazione radio a Hopen, che venne chiusa dai norvegesi dopo la guerra.

## La Guerra Fredda

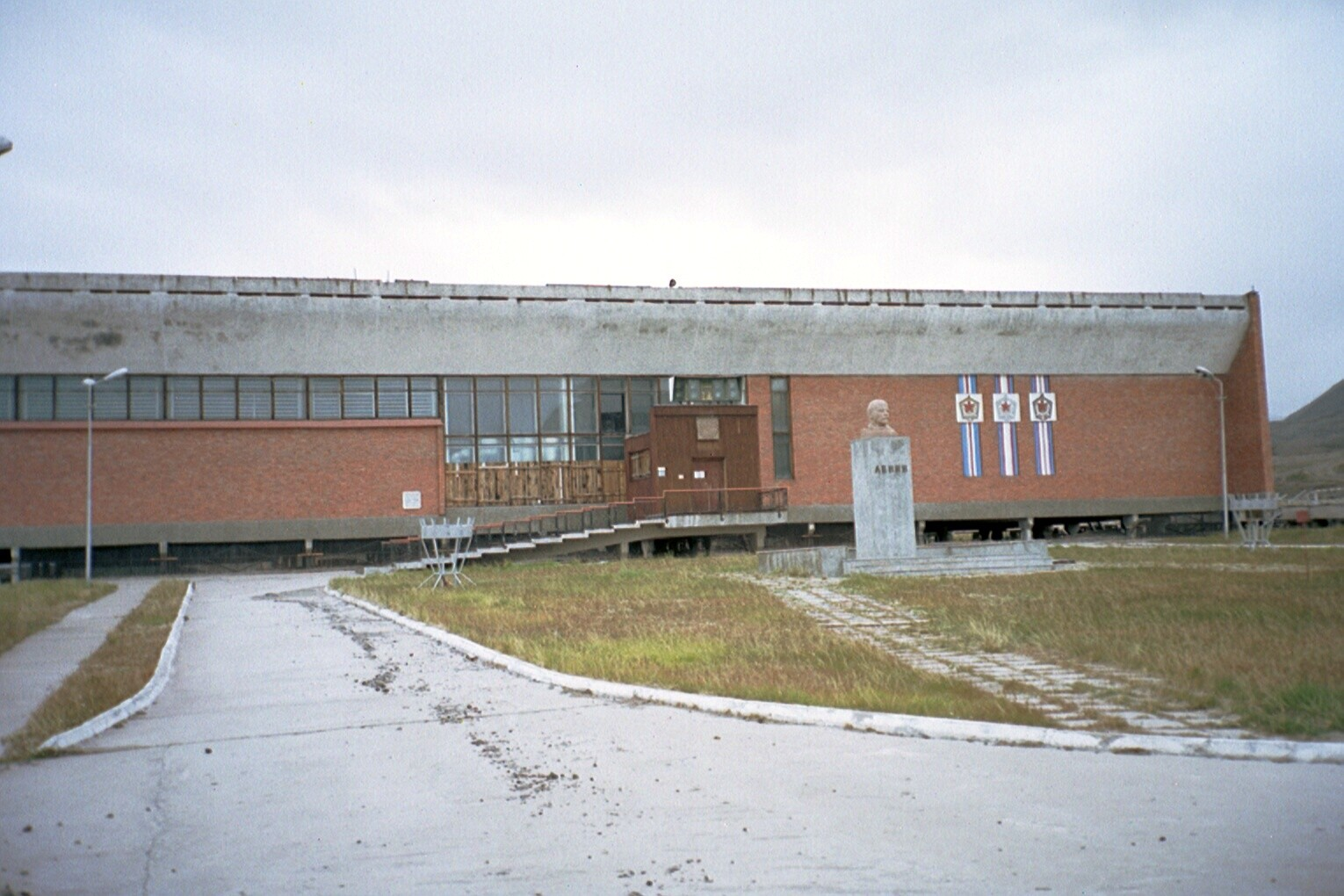
Il centro di Pyramiden, ancora oggi con il busto di Vladimir Lenin

Nel 1944, l'Unione Sovietica propose che le Svalbard divenissero un condominio del governo di Mosca con quello di Oslo, ad eccezione dell'isola di Bjørnøya che sarebbe stata trasferita a tutti gli effetti all'Unione Sovietica. Anche se la proposta venne discussa in Norvegia, venne rigettata definitivamente nel 1947. La ricostruzione degli insediamenti norvegesi ebbe inizio nel 1945 e fu un'operazione piuttosto veloce, raggiungendo i livelli pre-bellici già alcuni anni dopo. La ricostruzione da parte dei sovietici ebbe inizio invece nel 1946, ma Arktikugol fu più lenta a ricostruirsi. La popolazione norvegese raggiunse i 1000 individui, quasi il doppio della popolazione sovietica locale. Le due nazioni costruirono delle infrastrutture come un servizio postale, delle stazioni radio e un sistema di trasporti in modi del tutto indipendenti.
La tensione politica tra Norvegia e Unione Sovietica aumentò quando la Norvegia decise di aderire alla NATO nel 1949. I sovietici da subito consegnarono ai norvegesi un memorandum col quale essi dicevano che le Svalbard non potevano passare sotto la NATO, ma anche tale proposta venne rigettata. Una nuova protesta avvenne nel 1958 dopo che la Norsk Polar Navigasjon propose di costruire un aeroporto ad uso privato a Ny-Ålesund, progetto che venne fortemente osteggiato dal governo norvegese per evitare di mettere in allarme l'Unione Sovietica. Nuove proteste insorsero quando l'ESRO decise di impiantare alle Svalbard la Stazione di Telemetria di Kongsfjord, anche se questa volta le proteste non impedirono la costruzione. Un compromesso per la costruzione di un aeroporto civile norvegese venne raggiunto nel 1971 e l'Aeroporto delle Svalbard a Longyearbyen aprì i battenti nel 1975, a servizio sia delle città norvegesi che di quelle sovietiche.

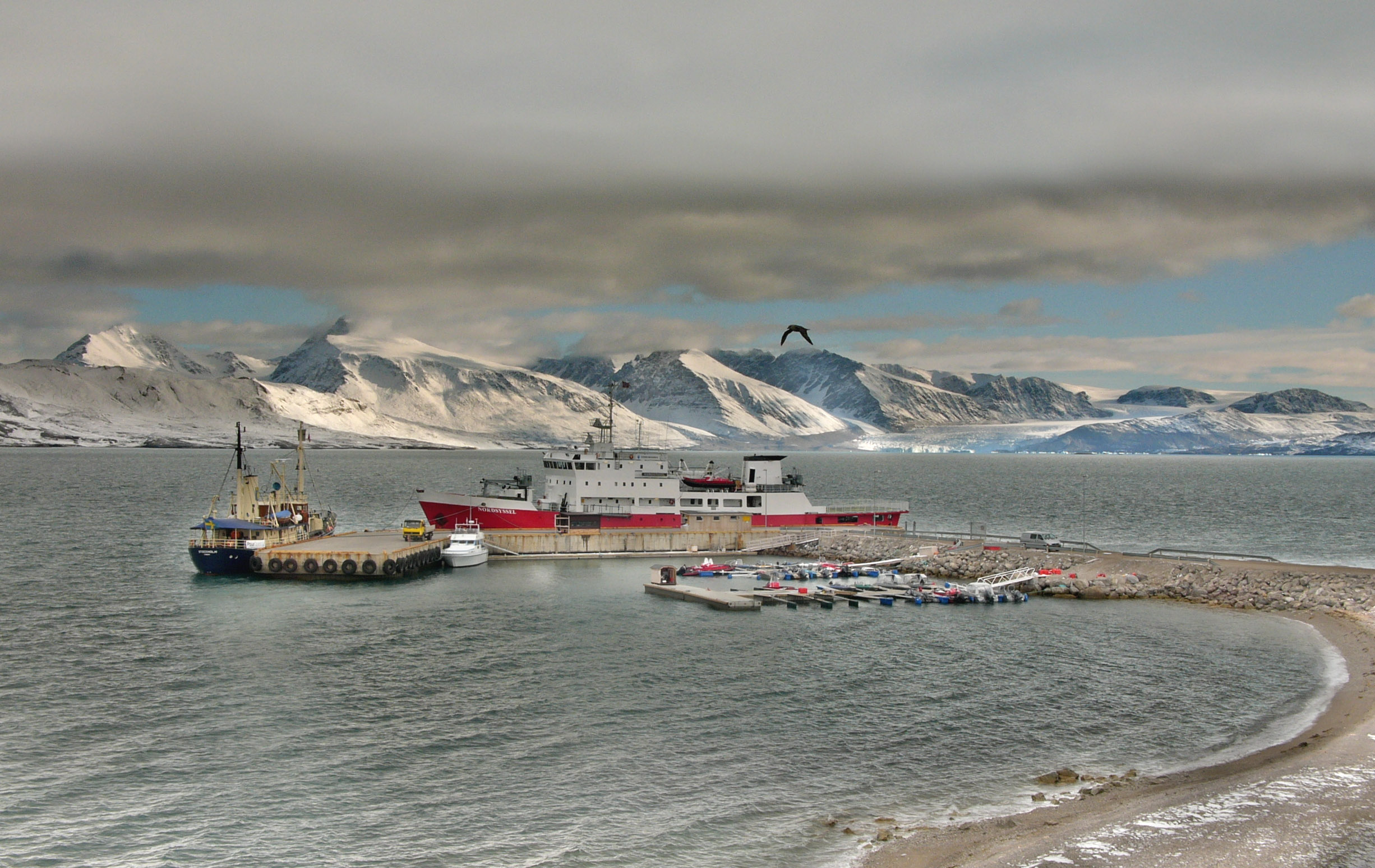
La nave del governatore, la MS Nordsyssel, alla fonda presso Ny-Ålesund

Grumant venne chiusa nel 1961. L'anno successivo, 21 minatori finirono uccisi in un incidente a Ny-Ålesund, che portò al caso Kings Bay, portando poi al ritiro del terzo gabinetto di governo norvegese Gerhardsen. Le escavazioni petrolifere ebbero inizio con la Caltex nel 1961. Ad ogni modo non si ritenne bancabile l'operazione ed anche le ricerche condotte negli anni '80 non diedero ulteriori frutti.
Sia il caso Kings Bay che quello della Caltex accesero il dibattito pubblico sull'amministrazione delle Svalbard, ed in particolare sulla mancanza di risorse ed il controllo sugli insediamenti sovietici. I fondi per l'amministrazione centrale e locale erano sempre di più ed il governatore locale di parte norvegese iniziò ad incrementare la propria influenza sugli insediamenti sovietici. Dopo la chiusura delle attività minerarie di Ny-Ålesund, l'Istituto Polare Norvegese ebbe un ruolo importante nel convertire tali strutture in una stazione di ricerca internazionale. Nel 1973, più di metà dell'arcipelago venne protetta attraverso la formazione di quattro parchi nazionali, quattordici oasi naturali per uccelli e quattro riserve naturali. Dal 1987 cessarono tutte le attività minerarie sull'isola.

## La "normalizzazione"

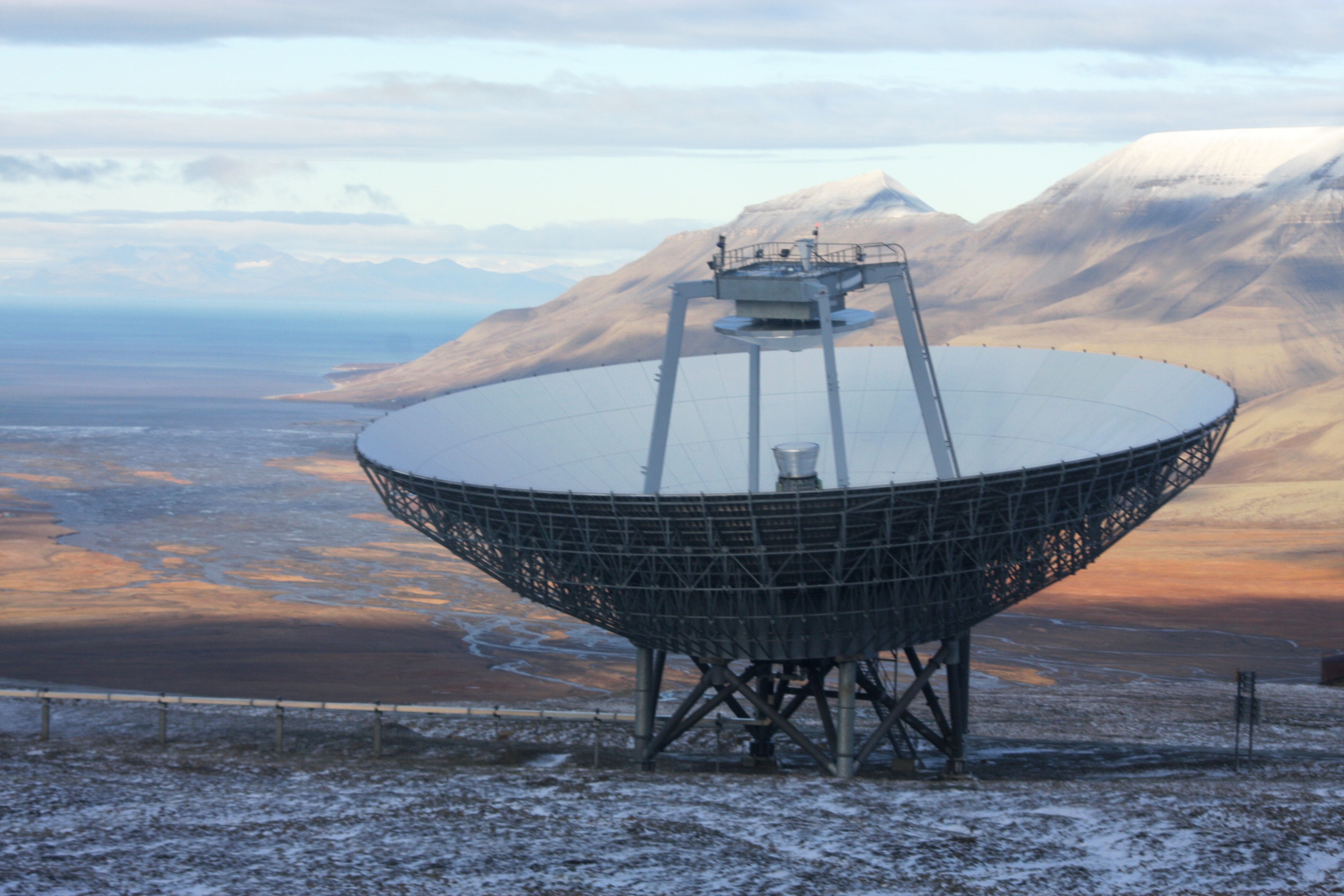
Radar dell'EISCAT ad Adventdalen presso Longyearbyen

Col termine di "normalizzazione", coniato negli anni '70, si intende nella storia delle Svalbard un tentativo di trasformare Longyearbyen da una città aziendale in una comunità regolare. I primi passi verso la democrazia locale vennero fatti nel 1971 con la formazione del Consiglio delle Svalbard per la popolazione norvegese, anche se questo aveva una funzione puramente indicativa. I servizi pubblici vennero trasferiti alla compagnia Svalbard Samfunnsdrift nel 1989, mentre le imprese private iniziarono a comparire più spesso nel campo delle costruzioni e del commercio. Il turismo divenne uno dei punti focali dell'economia locale con l'apertura dei primi hotels nel 1995. Dal 2002 il Consiglio comunale di Longyearbyen venne incorporato come una vera e propria municipalità norvegese.
Dagli anni '90, diversi istituti di ricerca si sono stabiliti con sede alle Svalbard come ad esempio il Centro Universitario delle Svalbard, la European Incoherent Scatter Scientific Association, la Stazione satellitare delle Svalbard, la Svalbard Undersea Cable System e la Svalbard Global Seed Vault. Dagli anni '90 si ebbe inoltre una drastica riduzione delle attività russe. Le scuole sovietiche vennero chiuse nel 1994 e gran parte della popolazione russa fece ritorno sul continente, riducendo la popolazione di Barentsburg a 800 e quella di Pyramiden a 600. Le operazioni ripresero a Svea nel 1997, mentre Pyramiden venne definitivamente abbandonata nel 1998. L'Atto di protezione ambientale delle Svalbard entrò in vigore nel 2002 e pertanto tre quarti del territorio venne ufficialmente protetto come parco naturale. Dal 1990 al 2011, la popolazione russa e ucraina passò da 2300 individui a 370, mentre quella norvegese incrementò da 1100 a 2000.